# United (Fahrzeugmarke)
United war eine Nutzfahrzeugmarke aus den USA.

## Markengeschichte
Zunächst gab es die United Motor Truck Company aus Grand Rapids in Michigan. Sie stellte ab 1915 Lastkraftwagen der Marke United her.
1916 wurde daraus die United Motors Company und 1922 die United Motors Products Company.
1927 erfolgte die Übernahme durch die Acme Motor Truck Company. Der Sitz war nun in Cadillac in Michigan.
1930 wurde der Markenname aufgegeben.

## Fahrzeuge
Zunächst standen vier Modelle im Sortiment. Das kleinste hatte 1,5 Tonnen Nutzlast, die beiden mittleren 3 Tonnen und das größte 5 Tonnen Nutzlast. Die kleineren hatten Kardanantrieb, die größeren Kettenantrieb. Ein Vierzylindermotor von der Continental Motors Company trieb die Fahrzeuge an.
In den 1920er Jahren lagen die Nutzlasten zwischen 1 und 5 Tonnen. Die Motoren kamen bis 1923 von Buda und danach von Herschell-Spillman, Waukesha Engines und Wisconsin Motor Manufacturing Company.
Für 1926 ist ein Modell mit 1 bis 1,5 Tonnen Nutzlast überliefert, das zunächst einen eigenen Motor hatte, später aber einen von der Hercules Engine Company.